# Umberto Boccioni
Umberto Boccioni est un peintre et sculpteur futuriste italien influent, né le 19 octobre 1882 à Reggio de Calabre, mort le 16 août 1916 à Vérone. Il a contribué à façonner l'esthétique révolutionnaire du mouvement futuriste dont il est l'une des principales figures. Malgré sa courte vie, son approche du dynamisme de la forme et de la déconstruction du massif a guidé les artistes longtemps après sa mort. Ses œuvres sont détenues par de nombreux musées d'art publics ; en 1988, le Metropolitan Museum of Art de New York a organisé une importante rétrospective de 100 de ses pièces.

## Biographie

### Jeunesse et formation
Umberto Boccioni nait le 19 octobre 1882 à Reggio de Calabre. Il est le fils de Raffaele Boccioni et de Cecilia Forlani, tous les deux originaires de Morciano di Romagna dans l'Italie du Nord. Son père est un petit employé du gouvernement ; son travail nécessite de fréquentes réaffectations dans toute l'Italie. La famille déménage rapidement plus au nord ; Umberto et sa sœur aînée Amelia grandissent à Forlì (Émilie-Romagne), Gênes et enfin Padoue. À l'âge de 15 ans, en 1897, Umberto et son père s'installent à Catane, en Sicile, où il termine ses études. En 1901, il s'installe à Rome où il étudie l'art à la Scuola Libera del Nudo de l'académie des beaux-arts de Rome et gagne sa vie en peignant des pancartes et des signaux. Il étudie aussi avec le peintre d'affiches de style Art nouveau Giovanni Mataloni.
Le peu connu de ses années à Rome se trouve dans l'autobiographie de son ami Gino Severini (1883-1966), qui évoque leur rencontre en 1901 et leur intérêt mutuel pour Friedrich Nietzsche, la rébellion, les expériences de vie et le socialisme. Les écrits de Boccioni à cette époque expriment déjà la combinaison d'indignation et d'ironie qui deviendra une caractéristique de toute une vie. Sa nature critique et rebelle, et sa capacité intellectuelle globale, contribueront considérablement au développement du mouvement futuriste. Après avoir acquis des compétences de base et avoir étudié les classiques à travers l'impressionnisme, Severini et lui étudient avec Giacomo Balla (1871–1958), un peintre se concentrant sur la technique divisionniste moderne, peignant avec des couleurs divisées plutôt que mélangées, brisant la surface peinte dans un champ de points pointillés et de rayures. Severini écrit : « Ce fut pour nous un grand coup de chance de rencontrer un tel homme, dont la direction a été décisive pour toutes nos carrières. »
En 1906, il s'installe brièvement à Paris, où il étudie les styles impressionniste et postimpressionniste, avant de visiter la Russie pendant trois mois, observant les troubles civils et la répression gouvernementale. De retour en Italie en 1907, il suit brièvement des cours de dessin à l'académie des beaux-arts de Venise. Il avait déjà contacté la Famiglia Artistica, une société d'artistes à Milan, en 1901.
À la suite de son voyage en Russie en 1906 et de sa rencontre avec Augusta Berdnikoff, il a un fils, Pierre Berdnikoff en 1907.
Voyageant d'une ville à l'autre, parallèlement à ses projets artistiques les plus novateurs, il travaille comme illustrateur commercial. Entre 1904 et 1909, il fournit des lithographies et des peintures à la gouache à des maisons d'édition de renommée internationale, telles que Stiefbold & Co basée à Berlin. La production de Boccioni dans ce domaine montre sa sensibilité à l'illustration européenne contemporaine, comme les travaux de Cecil Aldin, Harry Eliott, Henri Cassiers et Albert Beerts, et atteste sa connaissance des tendances contemporaines des arts visuels en général.

### Milan et naissance du futurisme
Il s'installe à Milan en 1907. Au début de 1908, il y rencontre le peintre divisionniste Gaetano Previati, puis, début de 1910, Filippo Tommaso Marinetti, qui a déjà publié son Manifesto del Futurismo (Manifeste du futurisme) l'année précédente. Le 11 février 1910, Boccioni, avec Balla, Carlo Carrà, Luigi Russolo et Severini, signe le Manifesto dei pittori futuristi (Manifeste des peintres futuristes), et le 8 mars, il lit le manifeste au théâtre Politeama Chiarella de Turin,. Le peintre Carlo Carrà commente : « Répandre quelques jours plus tard, à des milliers d'exemplaires, cet appel à une rébellion hardie et ouverte, sous le ciel gris de notre pays, fit l'effet d'une décharge électrique. »
Entre 1909 et 1912, il vit dans un immeuble de Milan situé Via Adige 23, où il peint et crée beaucoup de ses œuvres inspirées par la vue et sa mère :  Usines à Porta Romana, La rue entre dans la maison, La ville se lève, Materia,.

### Paris

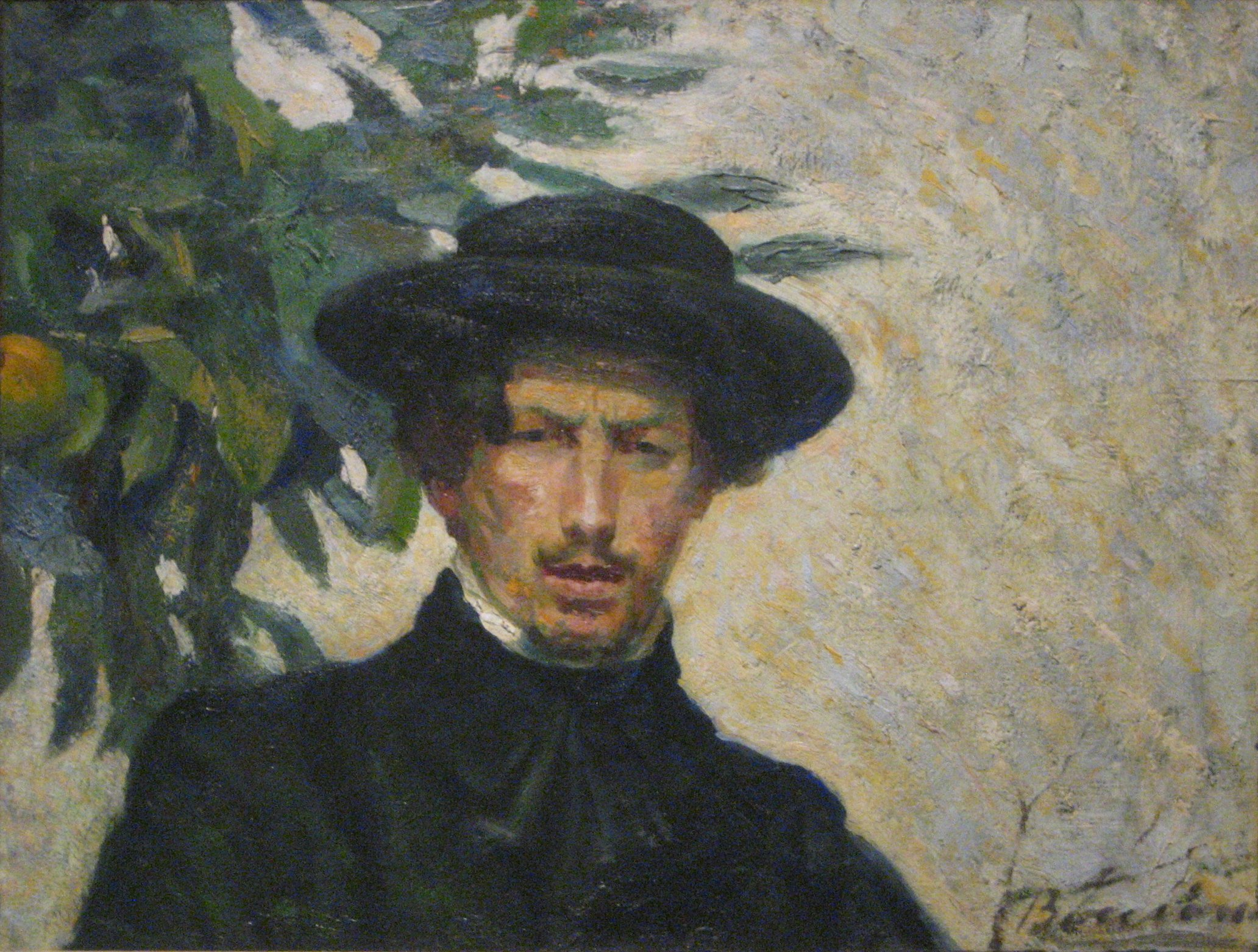
Autoportrait, 1905, Metropolitan Museum of Art.

Fin 1911, avec Giacomo Balla, Carlo Carrà et Gino Severini, il se rend à Paris où, sous l'égide du critique Félix Fénéon, la première véritable exposition du groupe des artistes futuristes a lieu du 5 au 24 février 1912 à la Galerie Bernheim-Jeune. Il décide également d'être sculpteur après avoir visité divers ateliers à Paris, dont ceux de Georges Braque, Alexandre Archipenko, Constantin Brâncuși, Raymond Duchamp-Villon, August Agero et, probablement, de Medardo Rosso. L'année suivante, il revient pour montrer ses sculptures à la Galerie La Boétie, toutes liées à  ce que Boccioni a vu à Paris dans les ateliers de sculpteurs cubistes en 1912 où il a approfondi sa connaissance de la sculpture d'avant-garde.
Boccioni devient alors le théoricien du mouvement futuriste. En 1912-13, il approfondit sa connaissance de la philosophie d'Henri Bergson qui aura un rôle très important dans la formation de sa théorie de l'art et du processus créatif. Il réfléchit surtout aux thèmes proposés par le livre Matière et mémoire. En 1913, il en cite deux extraits dans son écrit Fondement plastique de la sculpture et peinture futuristes : « Toute division de la matière en corps indépendants aux contours absolument déterminés est une division artificielle ». Et encore: « Tout mouvement en tant que passage d'un repos à un repos est absolument indivisible ». En 1914, il publie Peintures, sculptures futuristes où il explique ainsi l'esthétique de la peinture futuriste : « Tandis que les impressionnistes font un tableau pour donner un moment particulier et subordonnent la vie du tableau à sa ressemblance avec ce moment, nous synthétisons tous les moments (temps, lieu, forme, couleur, ton) et construisons ainsi le tableau. » Son chef-d'œuvre, l'Élasticité, est la synthèse des mouvements d'un cheval en course.
On retrouve les mêmes éléments de dynamisme dans ses sculptures, qui représentent une grande partie de son œuvre : Synthèses du dynamisme humain, Développement d'une bouteille dans l'espace, Formes uniques de continuité dans l'espace.
Il expose à Londres, avec le groupe, en 1912 à la Sackville Gallery et en 1914 à la Doré Gallery : les deux expositions marquent profondément nombre de jeunes artistes anglais, notamment Christopher Nevinson, qui rejoignent le mouvement. D'autres s'alignent plutôt sur son équivalent britannique, le vorticisme, dirigé par Wyndham Lewis.

### Service militaire et mort
L'implication de l'Italie dans la Première Guerre mondiale commence à la fin de mai 1915 avec la déclaration de guerre de l'Italie à l'Autriche-Hongrie. Le « Bataillon Lombard de Volontaires Cyclistes et Automobilistes », dont fait partie Boccioni, part début juin de Milan à Gallarate, puis à Peschiera del Garda, à l'arrière du front du Trentin. En juillet 1915, les volontaires sont affectés à un secteur du front autour d'Ala et de la Gardesana. Le 24 octobre 1915, Boccioni participe à la bataille de Dosso Casina. Le 1er décembre 1915, le bataillon est dissous dans le cadre d'une réorganisation générale ; les volontaires sont licenciés temporairement, puis chacun est appelé avec sa classe. En mai 1916, Boccioni est enrôlé dans l'armée de terre italienne et affecté à un régiment d'artillerie à Sorte de Chievo, près de Vérone. Le 16 août 1916, il tombe de son cheval lors d'un exercice d'entraînement de cavalerie et il est piétiné. Il meurt le jour suivant, âgé de trente-trois ans, à l'hôpital militaire de Vérone ; il est enterré dans le cimetière monumental de Vérone.

## Travaux

### Premiers portraits et paysages

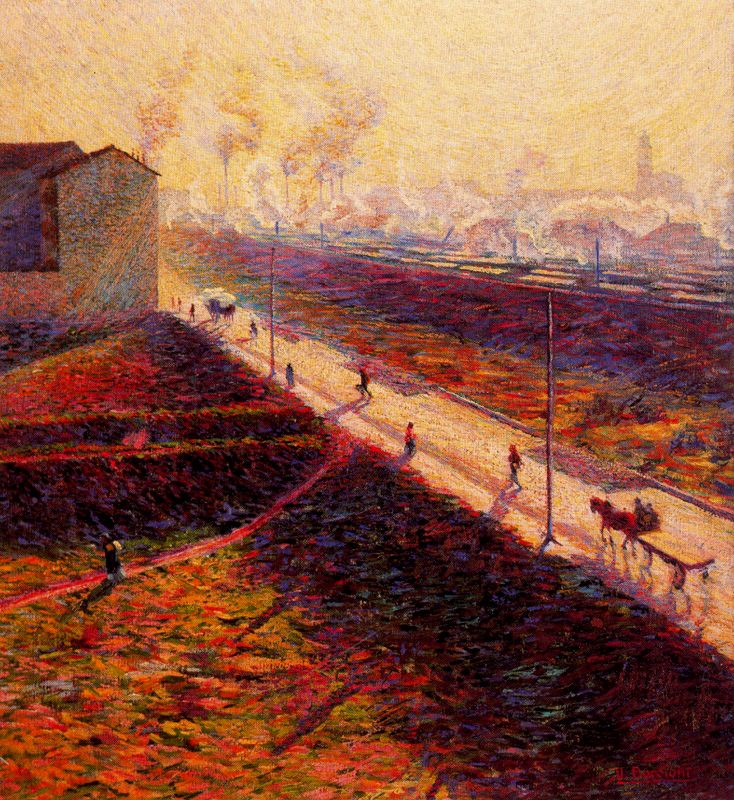
Le Matin, 1909.

De 1902 à 1910, Umberto Boccioni se concentre d'abord sur les dessins, puis sur les portraits esquissés et peints, avec fréquemment sa mère comme modèle. Il peint également des paysages, illustrant souvent l'arrivée de l'industrialisation, avec, par exemple, des trains et des usines. Au cours de cette période, il se situe entre le pointillisme et l'impressionnisme ; l'influence de Giacomo Balla et les techniques divisionnistes sont évidentes dans les premières peintures (bien que plus tard largement abandonnées). Le Matin (1909) est connu pour « la violence audacieuse et juvénile des teintes » et comme « un exercice audacieux de luminosité ». Ses Trois Femmes de 1909–1910, qui dépeint sa mère, sa sœur et l'amante de longue date, Ines, au centre, est cité comme exprimant une grande émotion, force, mélancolie et amour.

### Futurisme
Umberto Boccioni travaille pendant près d'un an sur La ville se lève (1910), un immense tableau (2 × 3 m), qui est considéré comme son tournant vers le futurisme. « J'ai tenté une grande synthèse du travail, de la lumière et du mouvement » écrit-il à un ami. Lors de son exposition à Milan en mai 1911, le tableau attire de nombreuses critiques, la plupart admiratives. En 1912, il est un tableau phare de l'exposition « Voyager en Europe, l'introduction au futurisme ». Il est vendu au grand pianiste Ferruccio Busoni pour 4 000 lires la même année et est aujourd'hui fréquemment exposé au Museum of Modern Art de New York, à l'entrée du département des peintures.

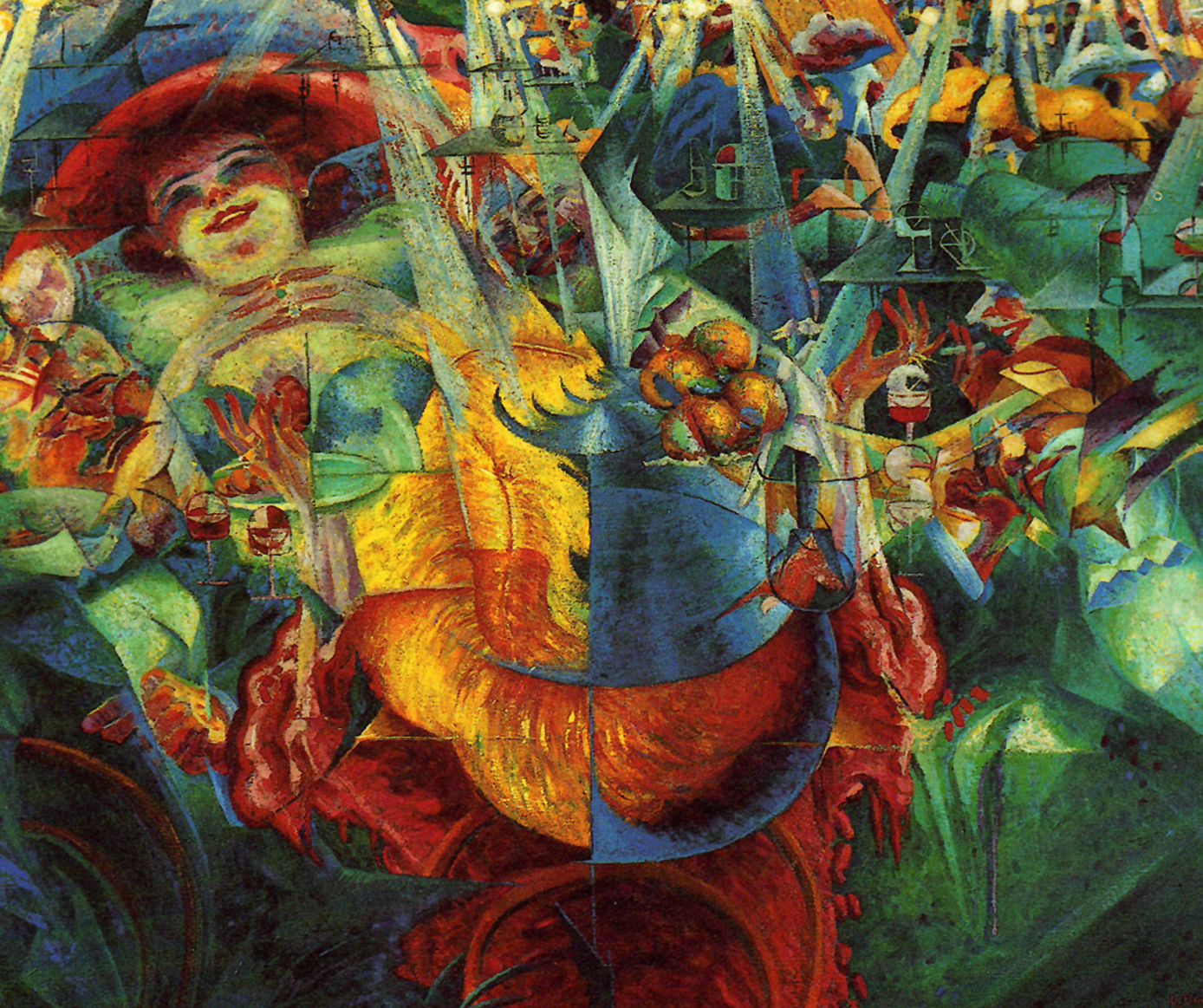
Le Rire, 1911.

Le Rire (1911) est considéré comme la première œuvre véritablement futuriste de Boccioni. Il abandonne complètement le divisionnisme et se concentre désormais sur les sensations dérivées de son observation de la vie moderne. Son accueil public est assez négatif, comparé défavorablement à Trois Femmes, et il est altéré par un visiteur, passant ses doigts dans la peinture encore fraîche. La critique ultérieure est plus positive, certains considérant la peinture comme une réponse au cubisme. Il est acheté par Albert Borchardt, un collectionneur allemand qui acquiert 20 œuvres futuristes exposées à Berlin, dont La rue entre dans la maison (1911) qui représente une femme sur un balcon donnant sur une rue passante. Aujourd'hui, le premier appartient également au MoMa et le second au Sprengel Museum Hannover, qui a présenté une exposition sur le futurisme en 2001.

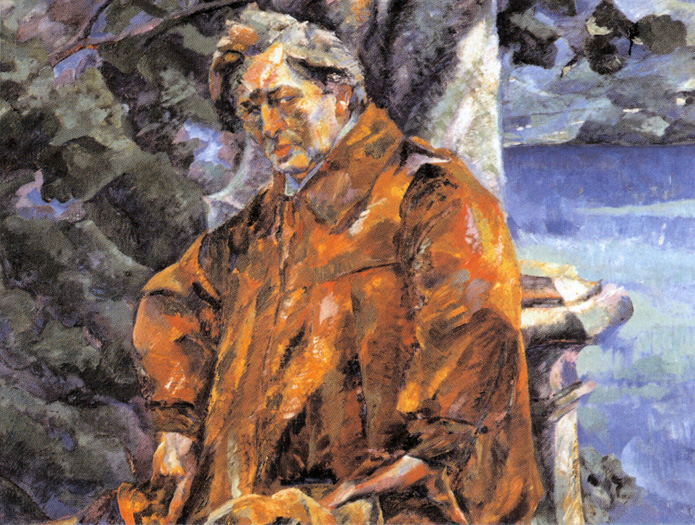
Portrait de Ferruccio Busoni, 1916.

Il passe une grande partie de 1911 à travailler sur une trilogie de peintures intitulée États d'esprit, qui, selon lui, exprime le départ et l'arrivée à une gare, Les Adieux, Ceux qui partent et Ceux qui restent. Les trois peintures sont achetées à l'origine par Marinetti, jusqu'à ce que Nelson Rockefeller les acquiert de sa veuve Benedetta Cappa et les donne ensuite au Musée d'Art Moderne de New York,.
À partir de 1912, avec Elasticità (Élasticité), représentant l'énergie pure d'un cheval, capturée avec un chromatisme intense, il complète une série de peintures « Dynamistes » : Dinamismo di un corpo umano (Corps humain), Dynamisme d'un cycliste, Foot-baller, et vers 1914 Dinamismo plastico : cavallo + caseggiato (Dynamisme plastique : Cheval + Maisons).
Tout en poursuivant cette orientation, il ravive son intérêt antérieur pour le portrait, commençant par L'Antigracieux en 1912 et continuant avec Les Paveurs de rue et Le Buveur, tous deux de 1914.
En 1914, il publie son livre, Pittura, scultura futuriste (Peinture et sculpture futuristes), qui provoque une rupture entre lui et certains de ses camarades futuristes. Peut-être en conséquence, il abandonne son exploration du dynamisme et cherche plutôt à décomposer davantage un sujet au moyen de la couleur. Avec Volumes horizontaux en 1915 et le Portrait de Ferruccio Busoni en 1916, il achève un retour complet à la peinture figurative, ce dernier tableau étant un portrait du maestro qui a acheté sa première œuvre futuriste, La ville se lève.

### Sculpture

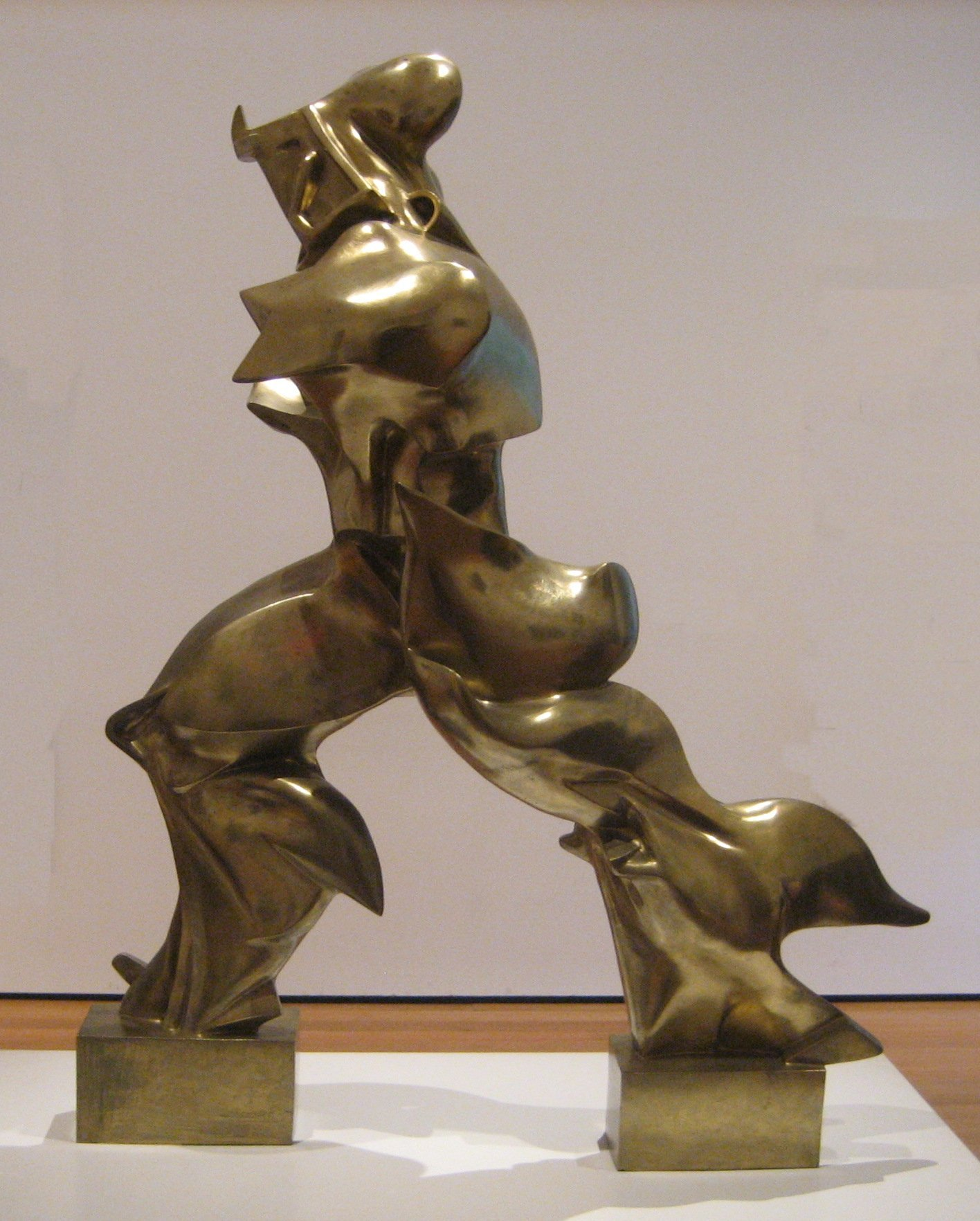
L'Homme en mouvement, 1913, bronze, Museo del Novecento, Milan.

La rédaction de son Manifesto tecnico della scultura futurista (Manifeste technique de la sculpture futuriste), publié le 11 avril 1912, marque le lancement intellectuel et physique de Boccioni dans la sculpture ; il avait commencé à travailler la sculpture l'année précédente. À la fin de 1913, il termine ce qui est considéré comme son chef-d'œuvre, Forme uniche della continuità nello spazio (L'Homme en mouvement), en cire. Son objectif est de dépeindre une « continuité synthétique » du mouvement, au lieu d'une « discontinuité analytique » qu'il voit chez des artistes tels que František Kupka et Marcel Duchamp. Au cours de sa vie, la sculpture n'a existé que sous forme de plâtre. Elle est coulée pour la première fois en bronze en 1931. Cette sculpture a fait l'objet de nombreuses analyses et, en 1998, elle a été sélectionnée comme image à graver au dos de la pièce italienne de 20 cents en euros.
Peu de temps après la mort de Boccioni en 1916, et après la tenue d'une exposition commémorative à Milan, sa famille confie les sculptures pour un temps à un collègue sculpteur, Piero da Verona ; Da Verona demande alors à son assistant de les placer dans la décharge locale. Le récit indigné de Marinetti sur la destruction des sculptures est légèrement différent ; dans ses mémoires, il déclare que les sculptures ont été détruites par des ouvriers pour dégager la pièce où « le sculpteur envieux passéiste à l'esprit étroit » les avait placées. Ainsi, une grande partie du travail expérimental de Boccioni de fin 1912 à 1913, est détruit, y compris des pièces relatives à des peintures contemporaines, qui ne sont connues que par des photographies. L'une des rares pièces survivantes est l'Antigrazioso (Anti-Grâce, également appelée La Mère).
En 2019, la Estorick Collection of Modern Italian Art a organisé une exposition reconstituant plusieurs des sculptures détruites.

## Publications
- Article – Manifesto dei pittori futuristi, 1910 (Manifesto of Futurist Painters)[23]
- Article – Manifesto of Futurist Sculpture, avril 1912
- Article – The Plastic Foundation of Futurist Sculpture and Painting, dans Lacerba, mars 1913[24]
- Article – Esposizione di scultura futurista del pittore e scultore futurista, 1913[25]
- Article – Manifesto tecnico della scultura futurista, 1914[26]
- Livre – Pittura, scultura futuriste (Peinture et sculpture futuristes), 1914[27]

## Œuvres

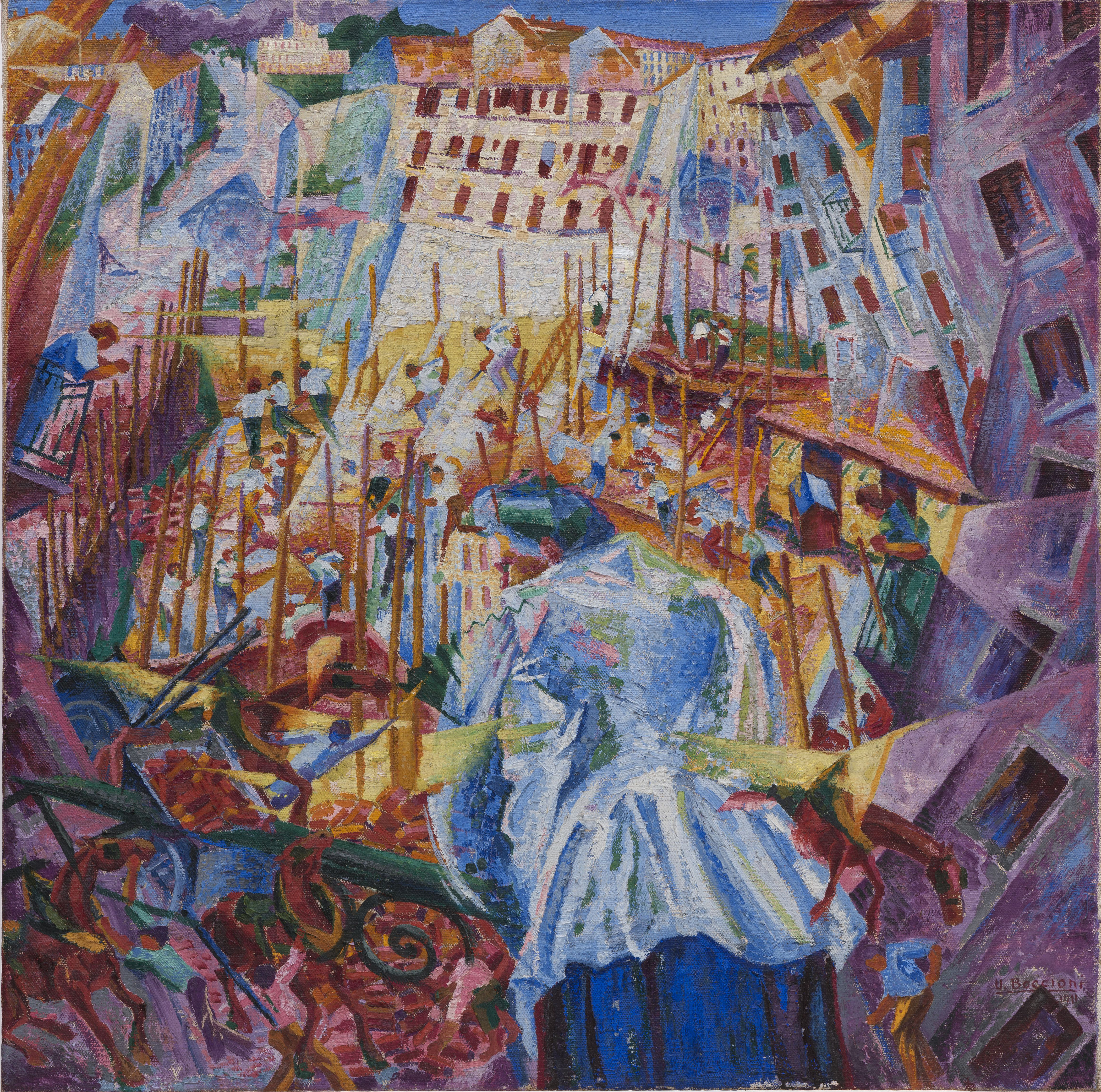
La strada entra nella casa (La rue entre dans la maison), 1911, Sprengel Museum Hannover, Hanovre.

Le Museo del Novecento de Milan possède les toiles les plus célèbres de Boccioni, les trois États d'âme. On peut voir d'autres œuvres du peintre à Rome (Galerie nationale d'art moderne), à New York (Museum of Modern Art) et à Hanovre (Niedersächsische Landesgalerie), ainsi qu'au Musée des beaux Arts. Dijon.
- 1905 :
  - Autoportrait

- 1907 :
  - Moi-nous-Boccioni

- 1908 :

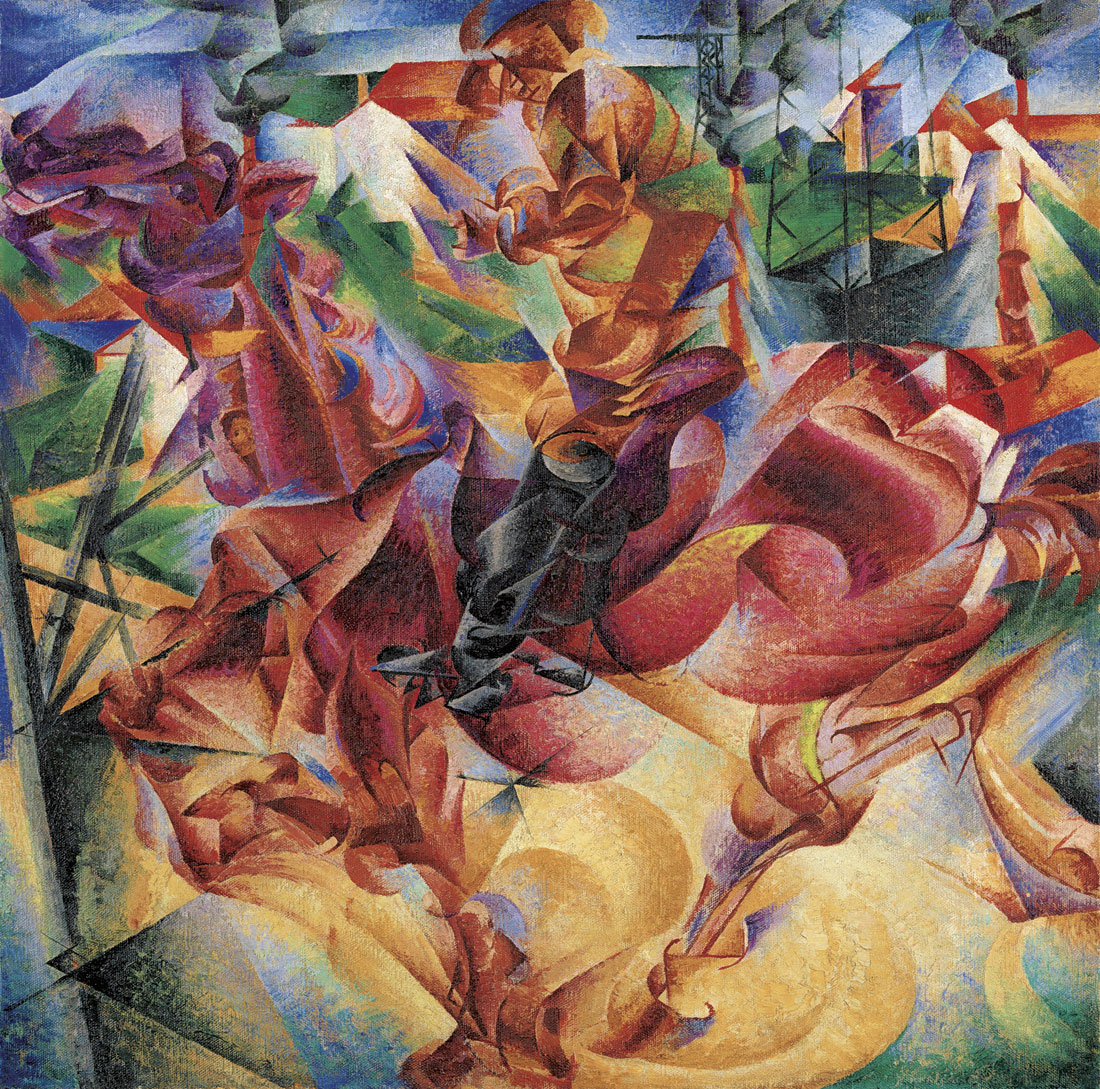
Elasticità, 1912, Museo del Novecento

  - Officine a Porta Romana, Banca commerciale, Milan

- 1910 :
  - La ville se lève
  - Émeute sous les arcades

- 1911 :
  - Les Forces d'une rue[28]
  - Les Adieux
  - La rue entre dans la maison, Sprengel Museum Hannover
  - États d'esprit II : ceux qui partent
  - États d'esprit III : ceux qui restent

- 1912 :
  - Elasticità, collection R. Jucker, Milan
  - Visions simultanées

- 1913 :
  - Formes uniques de la continuité dans l'espace ou L'Homme en mouvement
  - Développement d'une bouteille dans l'espace
  - Dynamisme d'un cycliste
  - Dynamisme d'un joueur de foot

- 1914 :
  - Les Paveurs de rue
  - Dynamisme d'un cheval en course

- 1915 :
  - La Charge des lanciers

- 1916 :
  - Portrait de Ferruccio Busoni

## Galerie

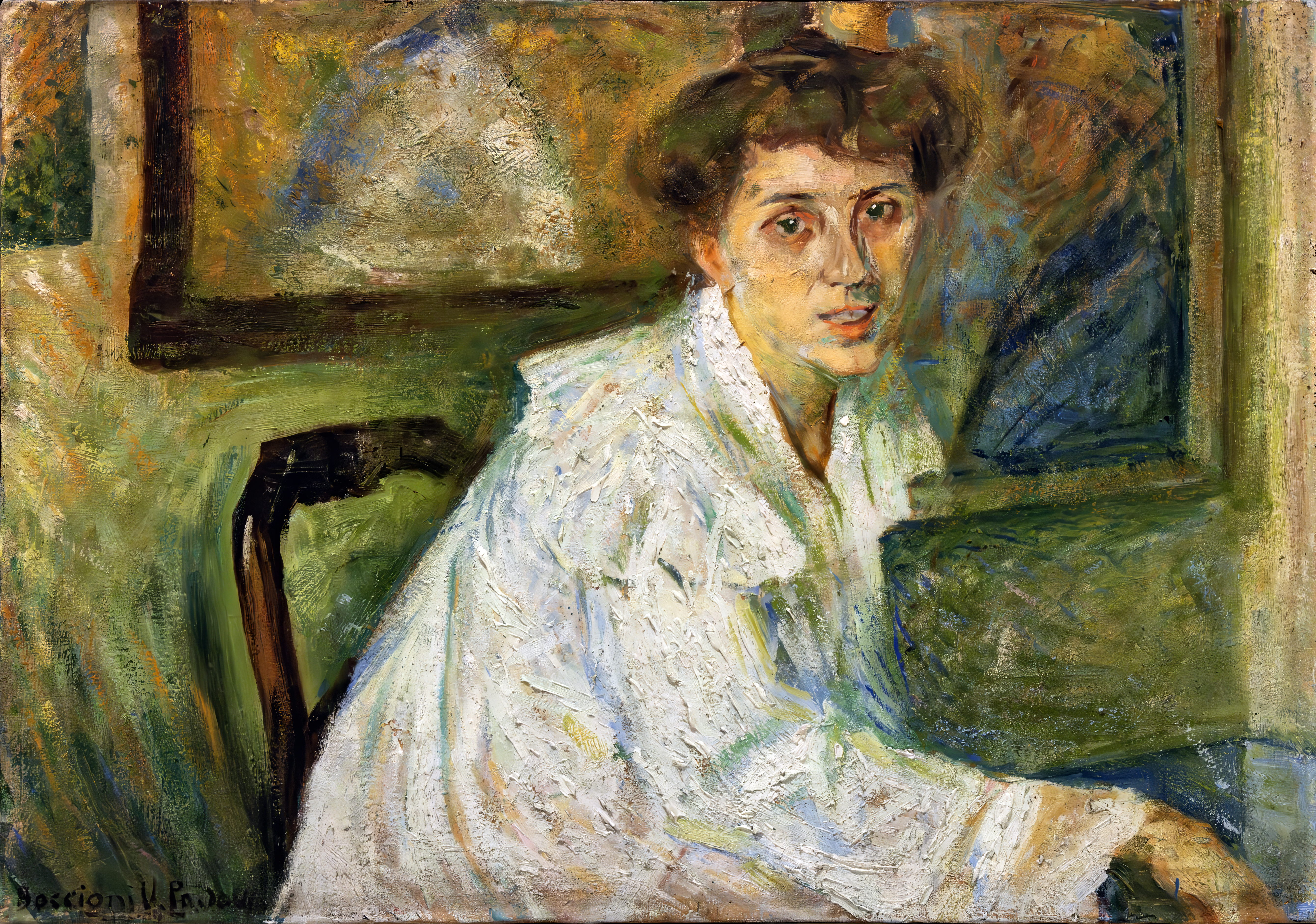
Ritratto della sorella, 1904, Ca' Pesaro, Venise
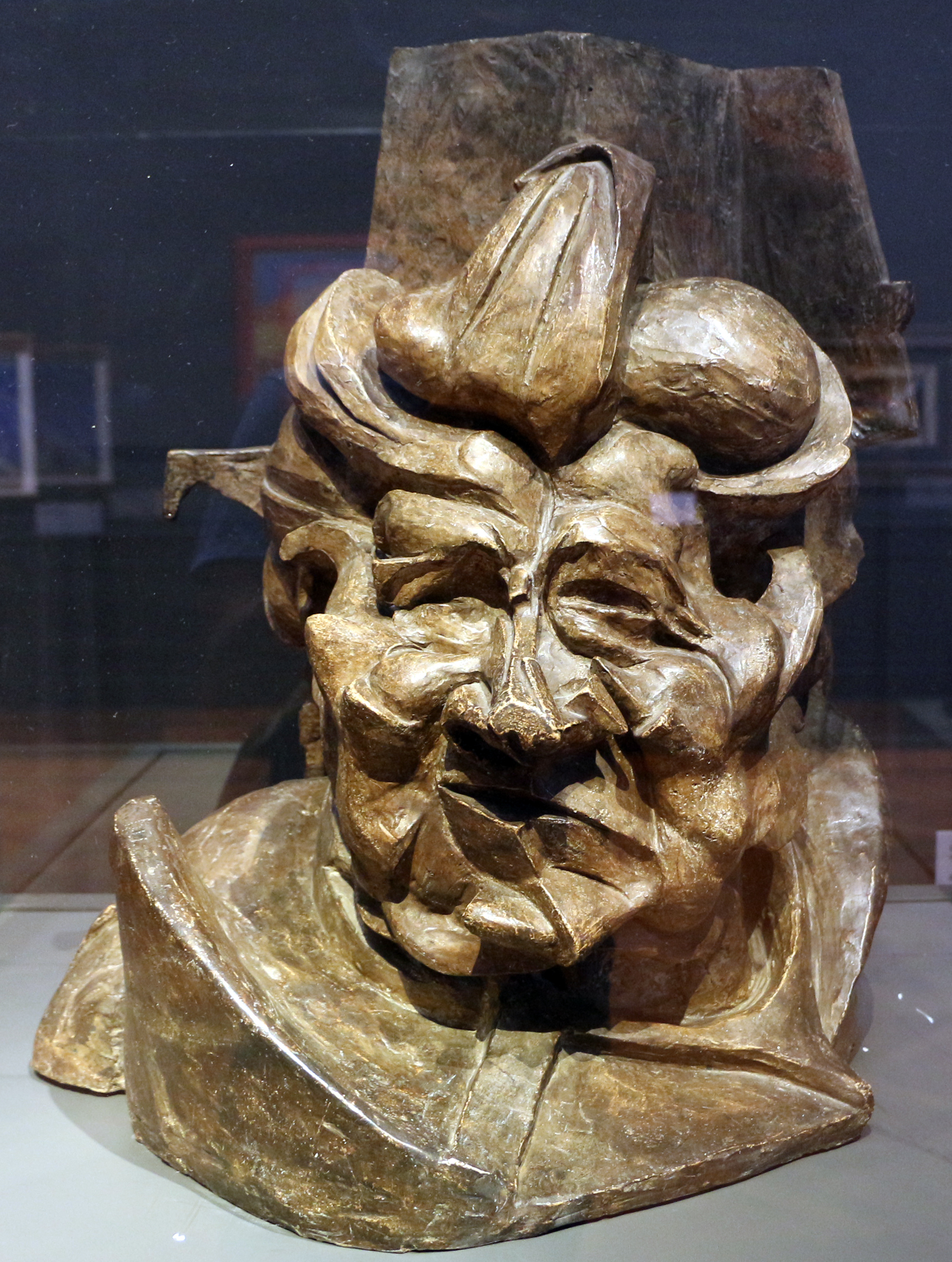
Antigrazioso, 1912-13, Galerie nationale d'Art moderne et contemporain, Rome
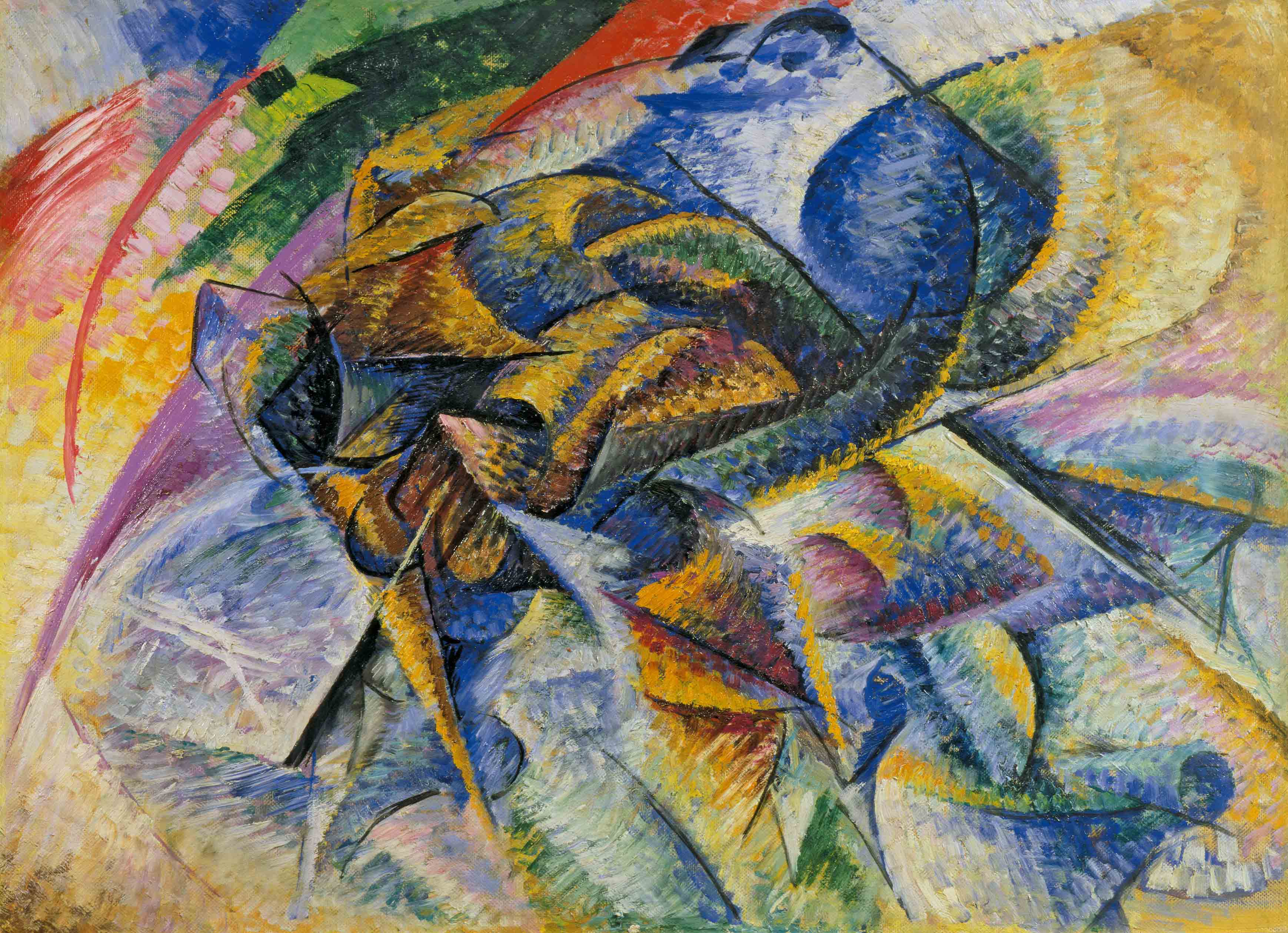
Dinamismo di un ciclista (Dynamisme d'un cycliste), 1913, collection Peggy Guggenheim, Venise
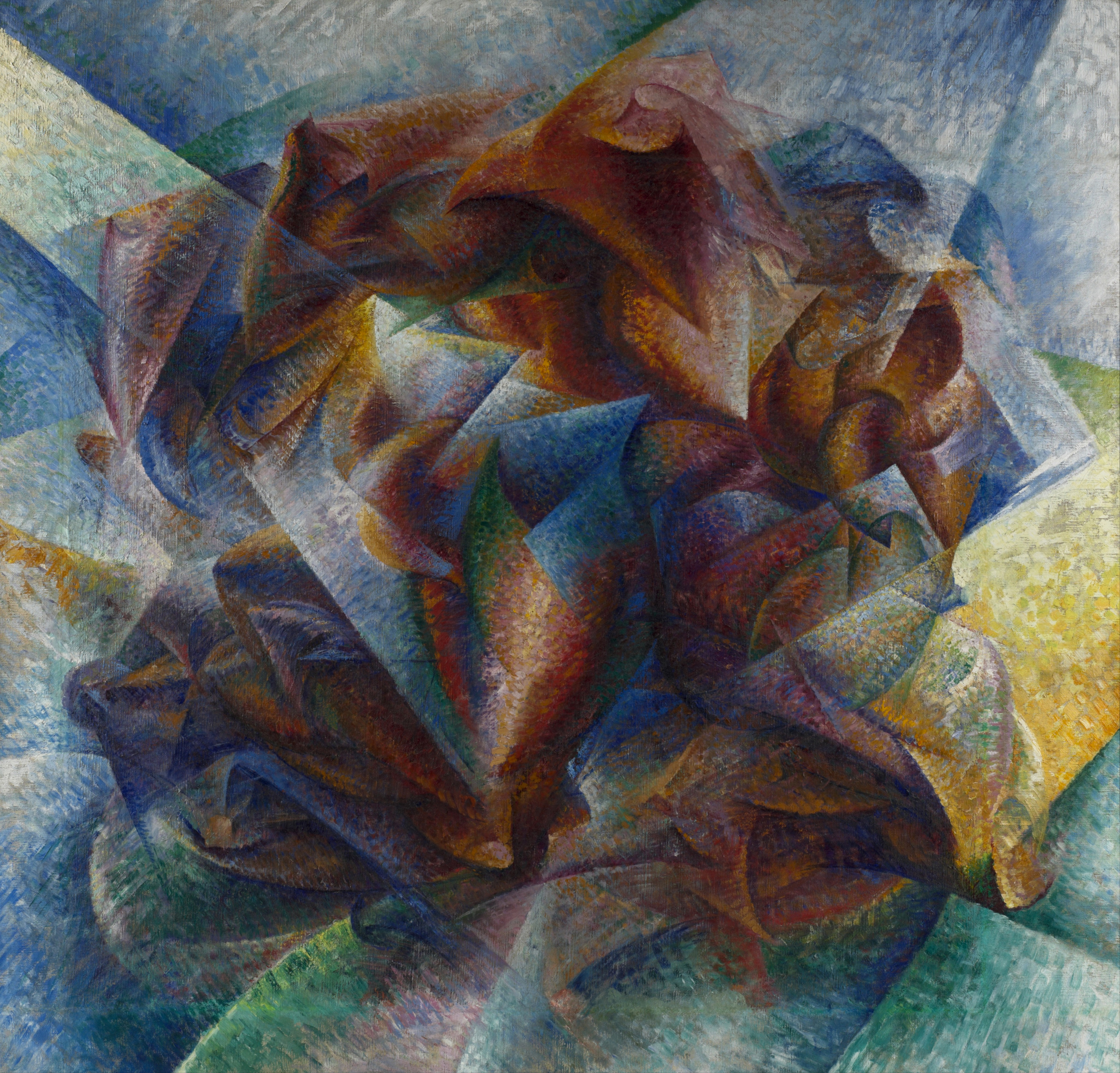
Dinamismo di un giocatore di calcio (Dynanisme d'un joueur de foot), 1913, Museum of Modern Art, New York

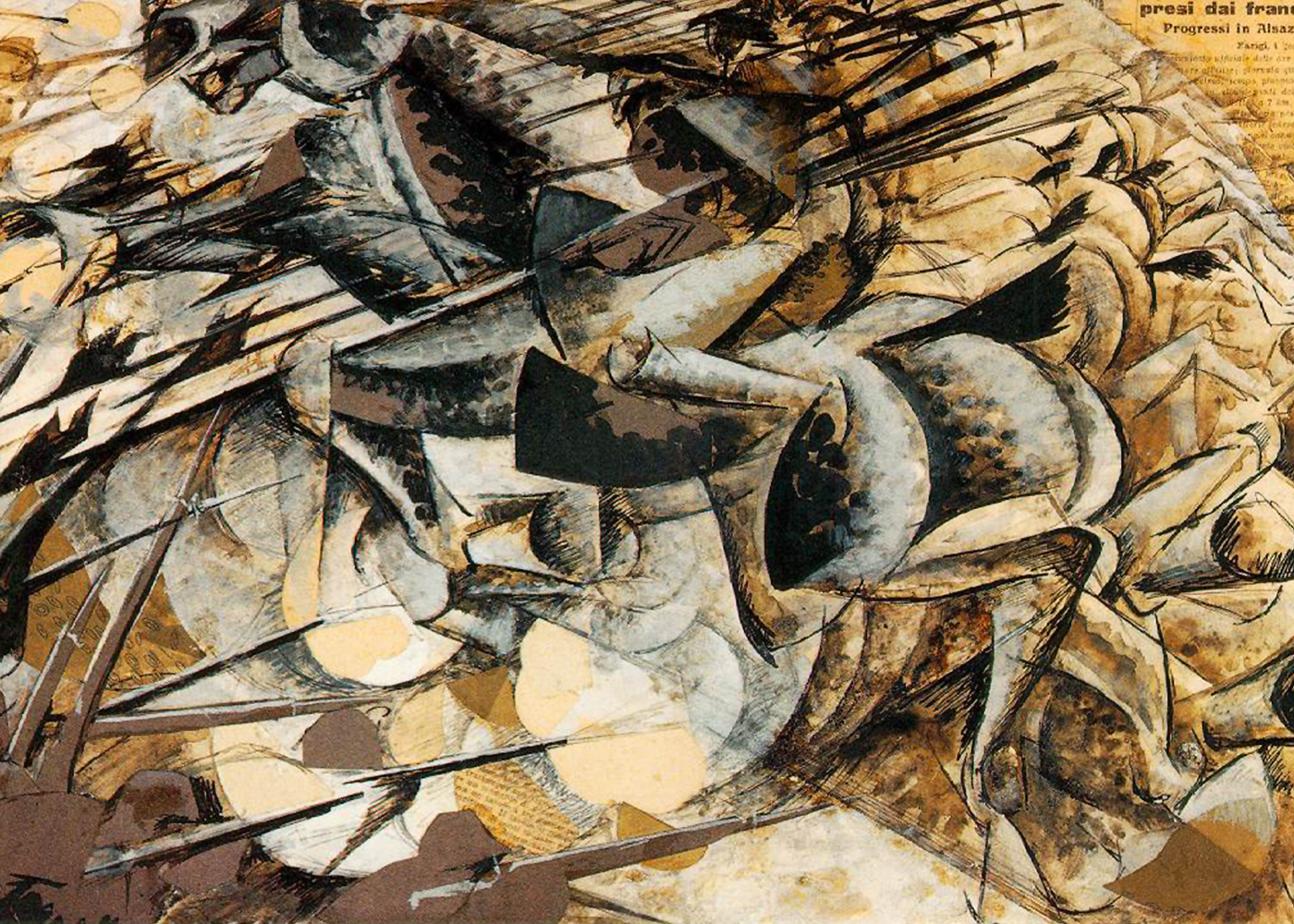
La Charge des lanciers, 1915, Museo del Novecento, Milan
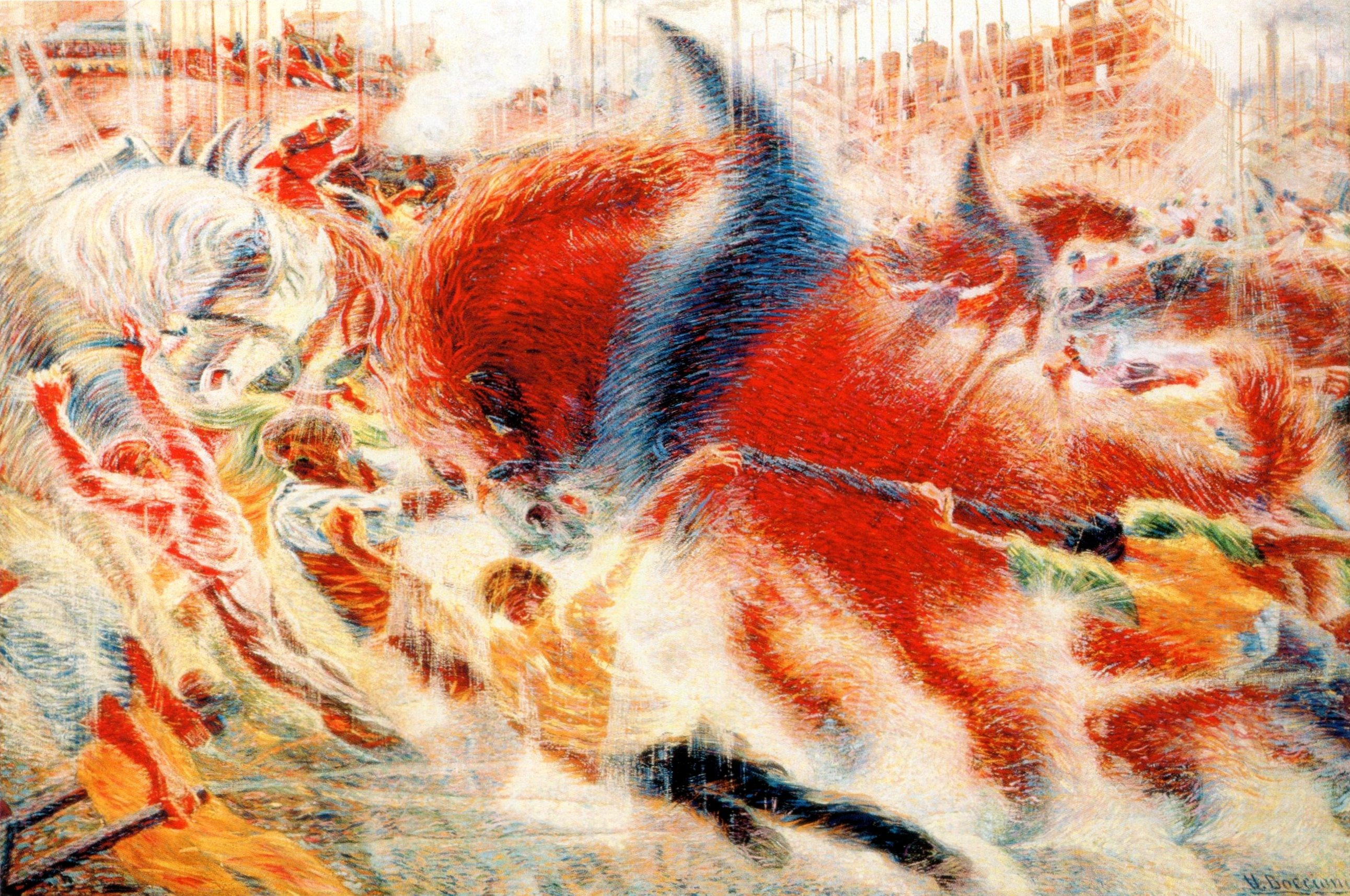
La ville se lève, 1910, huile sur toile, 200 × 300 cm, Museum of Modern Art, New York